# Hanta-ji

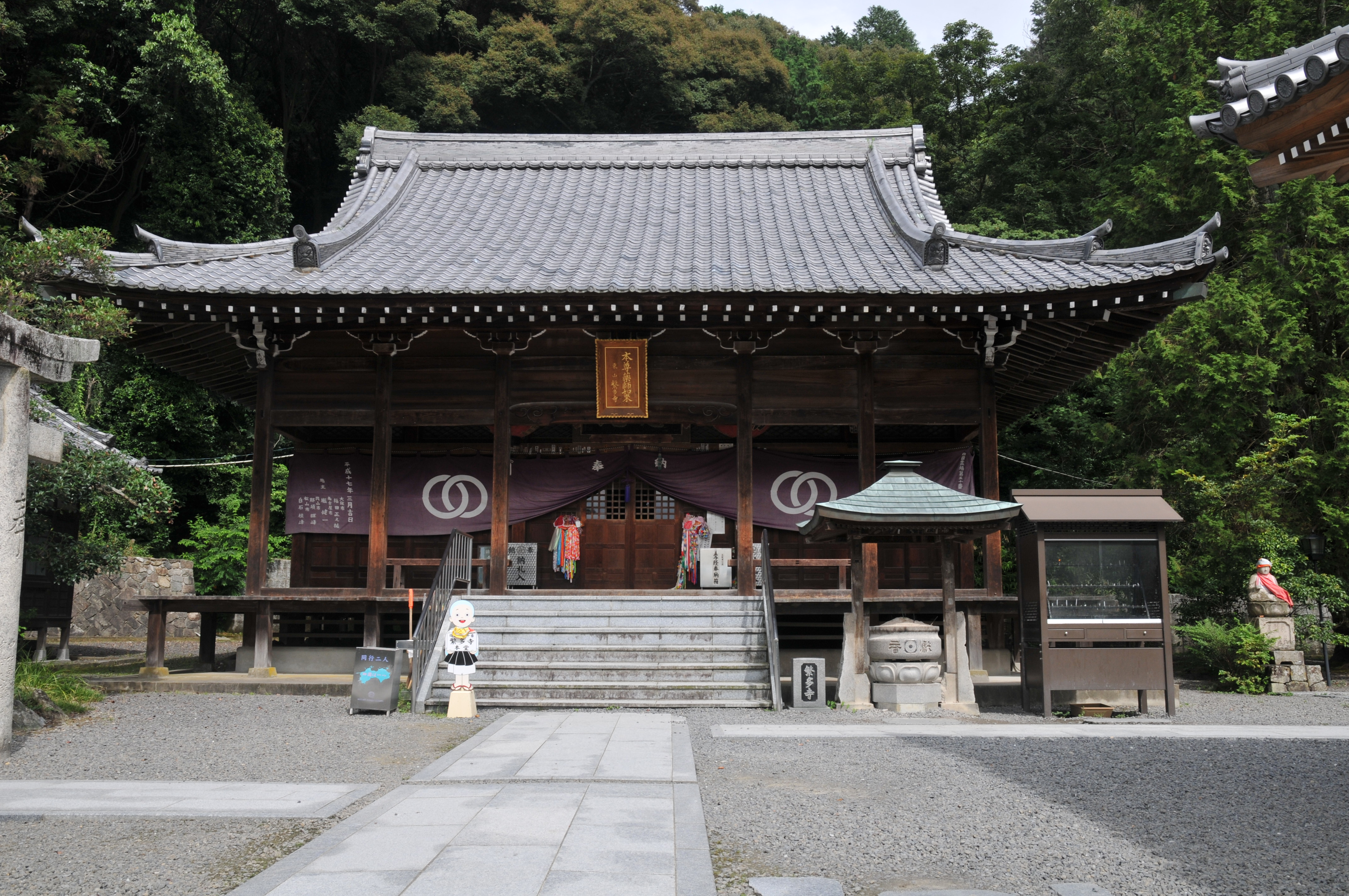
Haupthalle

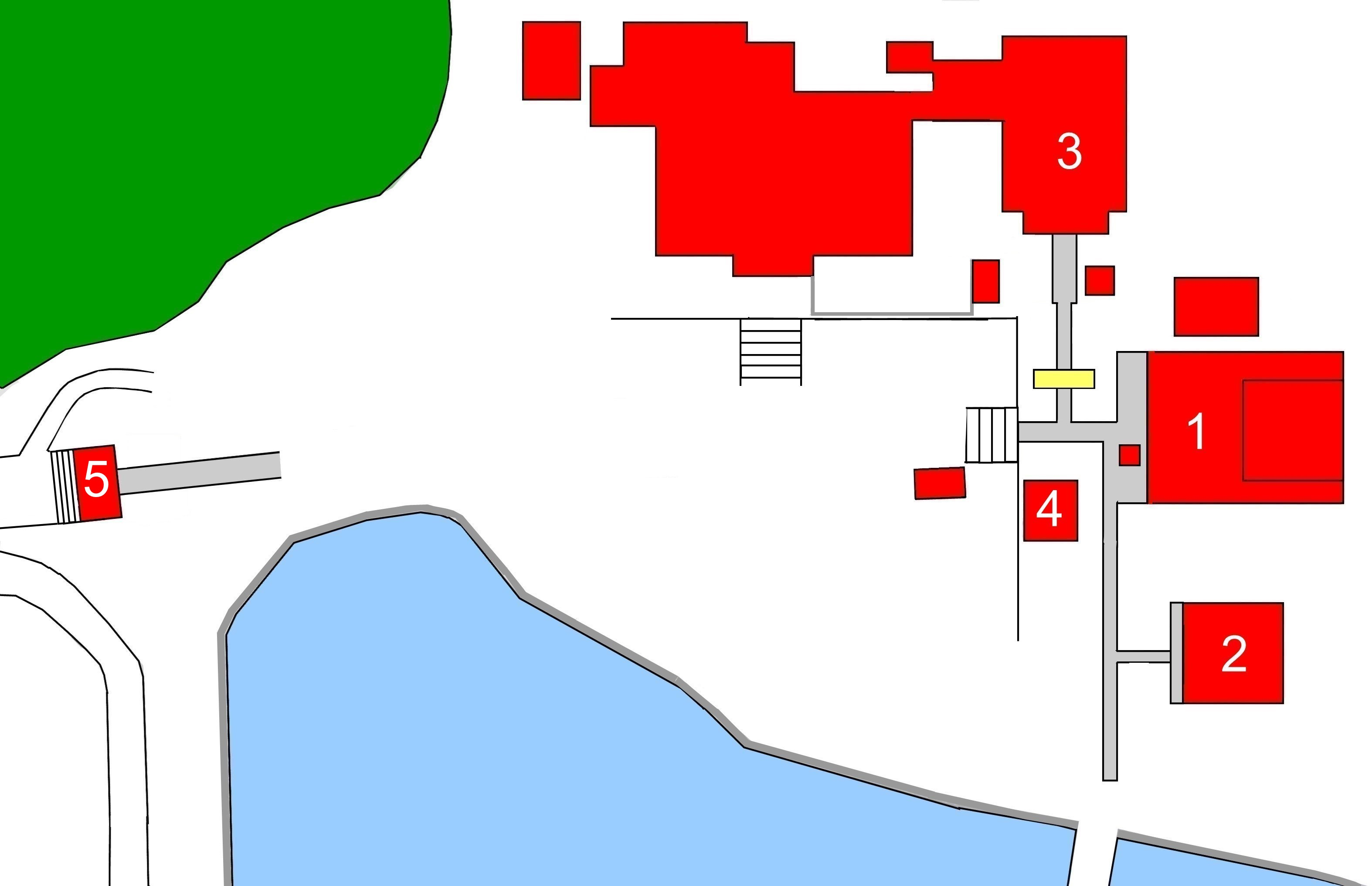
Plan des Tempels (s. Text)

Der Hanta-ji (japanisch 繁多寺) mit den Go Higashiyama (東山) und Rurikōin (瑠璃光院) ist ein Tempel der Buzan-Richtung (豊山派) des Shingon-Buddhismus in der Stadt Matsuyama (Präfektur Ehime). In der traditionellen Zählung ist er der 50. Tempel des Shikoku-Pilgerwegs.

## Geschichte
Der Überlieferung nach wurde der Tempel auf Wunsch der Kaiserin Kōken während ihrer Regierungszeit von 749 bis 785 von Priester Gyōki angelegt. Er fertigte dafür eine 90 cm hohe Statue des heilenden Buddhas Yakushi (薬師如来) an und errichtete für ihn einen Gebetsstätte, die er Kōmyōji (光明寺) nannte. Als sich während der Kōnin-Ära (810–824) Priester Kūkai auf seinem Pilgerweg durch Shikoku hier aufhielt, gab er dem Tempel die Namen „Higashiyama“ und „Hanka-ji“.
Danach verfiel der Tempel, bis sich der Kommissar von Iyo, Minamoto no Yoriyoshi (源 頼義, 988–1075), der Priester Gyōren (堯蓮) und andere um ihn kümmerten und wieder aufbauten. Später besuchte Priester Itsupen (一遍; 1239–1289) als junger Mönch, von Dazaifu kommend, den Tempel. – In der Edo-Zeit verehrte der 4. Shogun, Tokugawa Ietsuna, die heilige Kangiten (歓喜天). Der Tempel unterhielt zu seiner großen Zeit 34 Klausen und 100 Untertempel.

## Anlage
Man betritt die Tempelanlage von Westen her durch das Niō-Tor (仁王門; 5), also ein Tor, das rechts und links vom Durchgang Platz bietet für die beiden Tempelwächter. Nach dem Durchqueren der ganzen Anlage steht man vor der Haupthalle (本堂, Hondō; 1), zu der hinauf eine Treppe führt. Oben angelangt passiert man das neu erbaute Glockengestell (鐘楼, Shōrō; 4), dessen Kassettendecke unter dem Fach im alten Stil ausgemalt ist. Rechts von der Haupthalle steht die Halle, die dem Tempelgründer gewidmet ist, die Daishidō (大師堂; 2).
Eine Besonderheit ist die hier vorhandene Halle für die heilige Kangi (歓喜天堂; 3) im Norden der Tempelanlage. Auf dem Weg zu ihr kommt man durch ein Torii (auf dem Plan gelb markiert), das üblicherweise auf einen Shintō-Schrein hinweist.

## Bilder

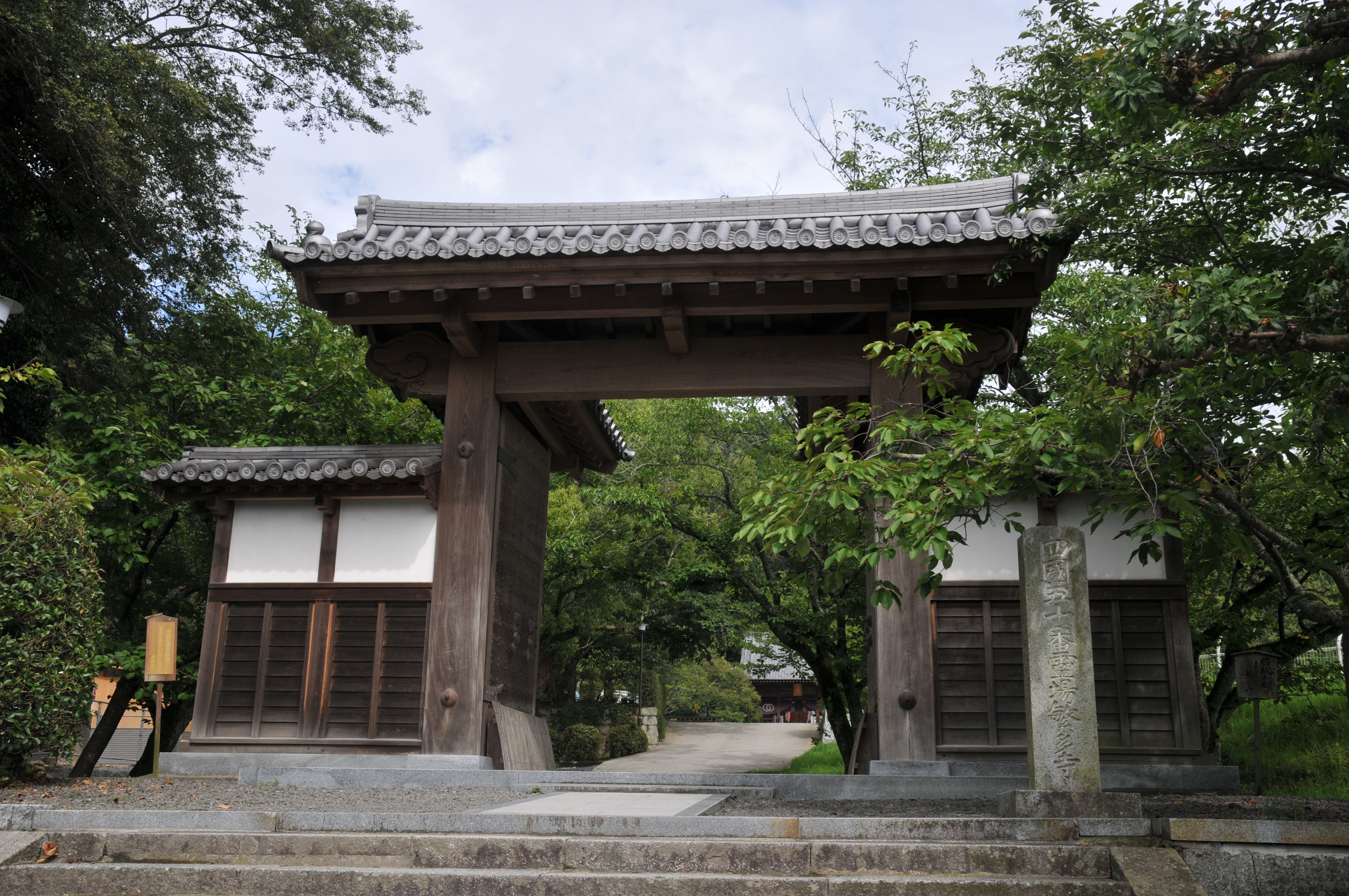
Tempeltor
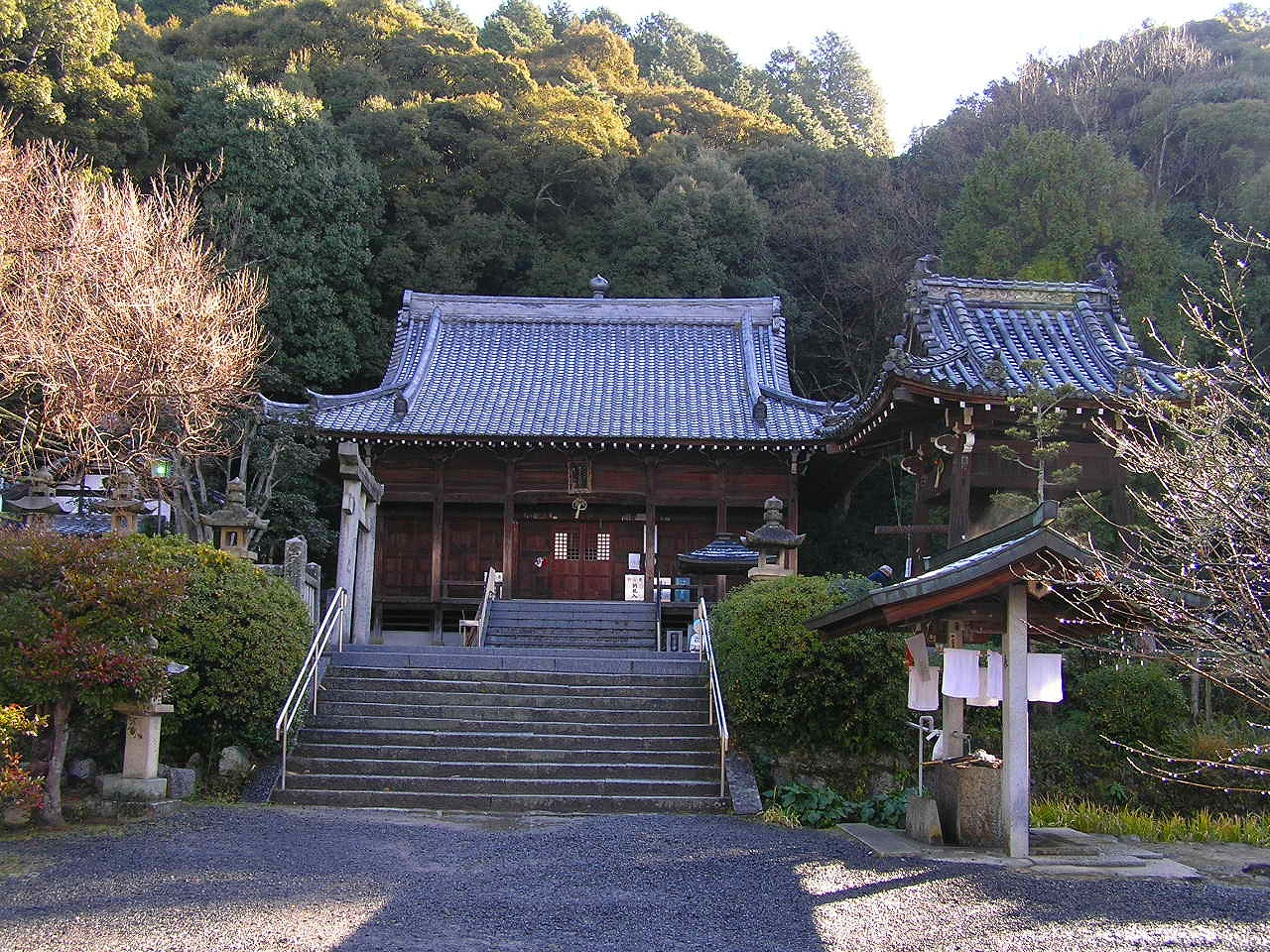
Haupthalle rechts das Glockengehäuse
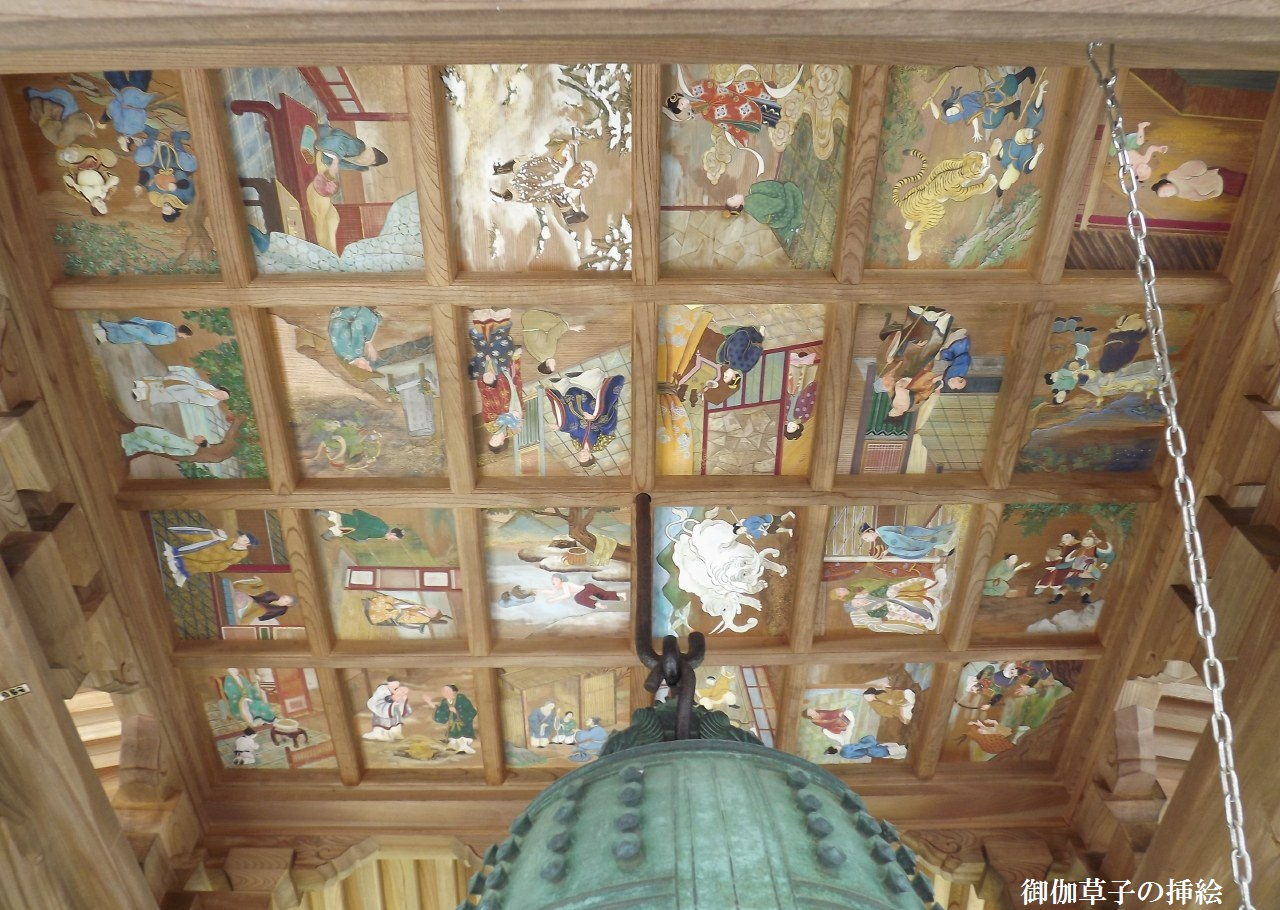
Decke im Glockengehäuse
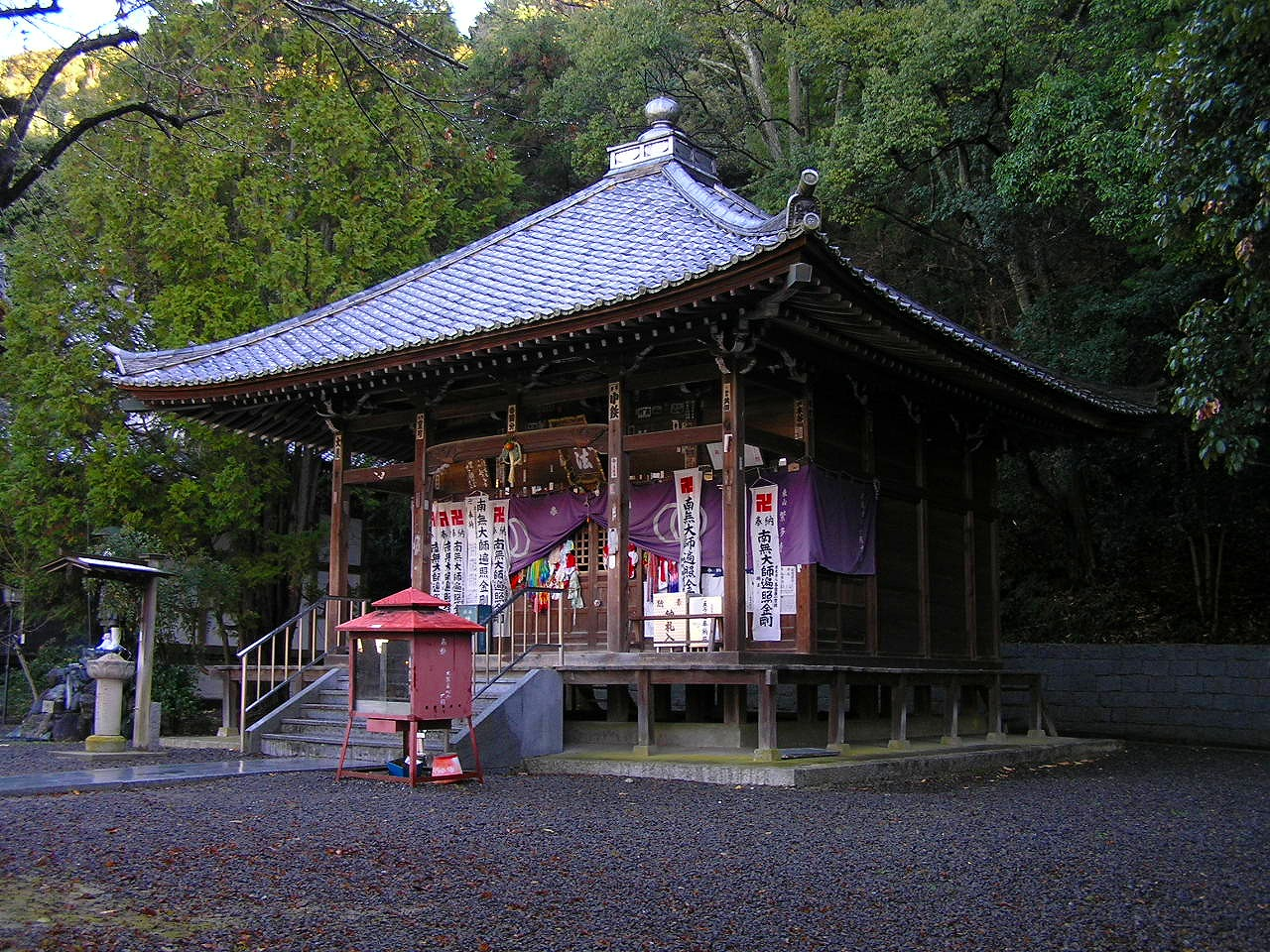
Daishidō
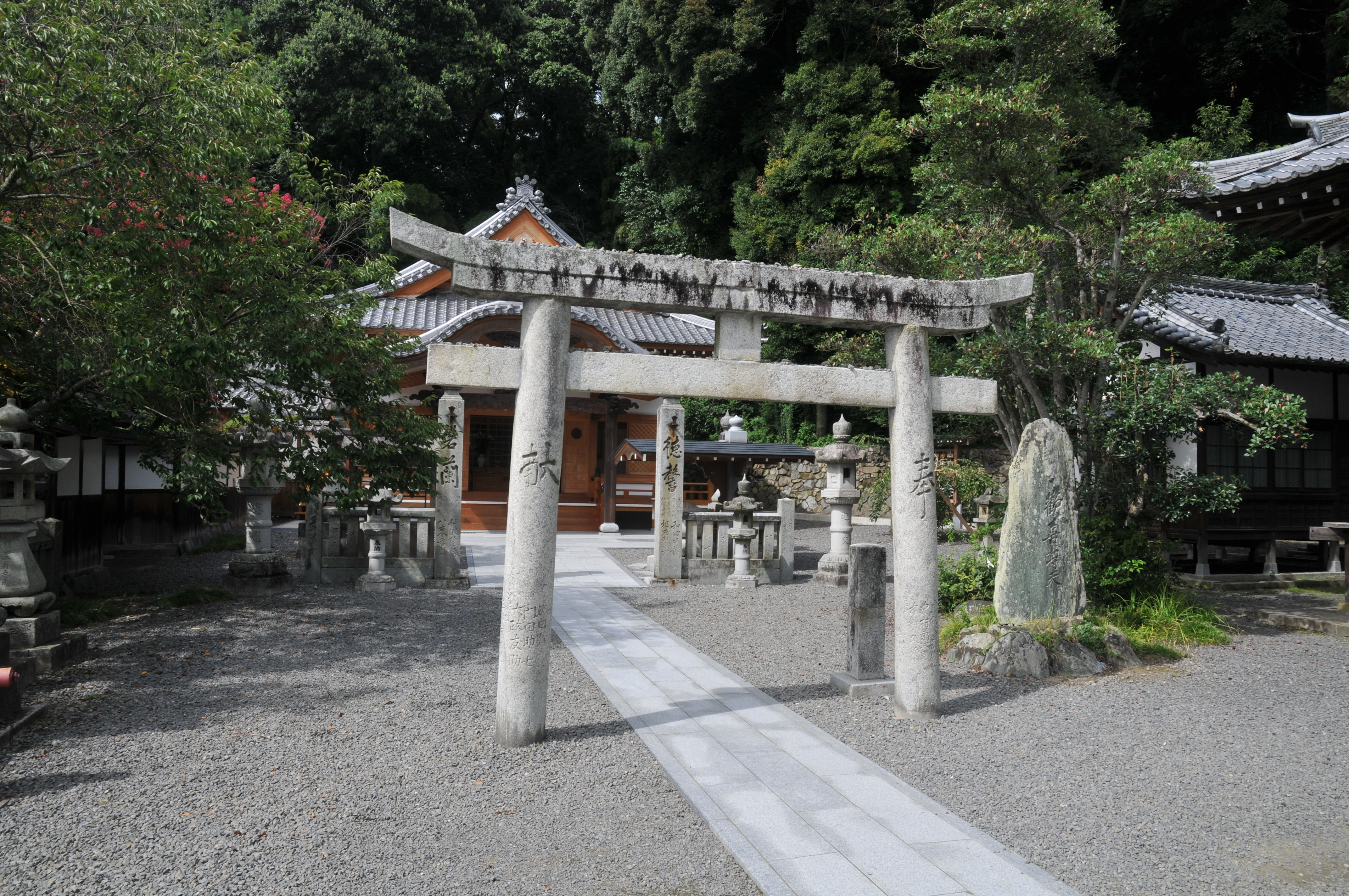
Kangitendō, vorn das Torii